# Kalanchoe salazarii
Kalanchoe salazarii ist eine Pflanzenart der Gattung Kalanchoe in der Familie der Dickblattgewächse (Crassulaceae).

## Beschreibung

### Vegetative Merkmale
Kalanchoe salazarii ist eine ausdauernde, vollständig kahle Pflanze, die Wuchshöhen von  bis zu 100 Zentimetern erreicht. Ihre rötlichen, einfachen, aufrechten, stielrunden Triebe sind kräftig und weisen an ihrer Basis einen Durchmesser von bis zu 15 Millimeter auf. Die schwach fleischigen Laubblätter sind sitzend. Die lanzettliche, länglich lanzettliche bis länglich linealische Blattspreite ist 11 bis 24 Zentimeter lang und 1,2 bis 4 Zentimeter breit. Ihre Spitze ist zugespitzt, die Basis vergrößert und etwa stängelumfassend. Der grünbräunliche Blattrand ist ganzrandig.

### Generative Merkmale
Der Blütenstand sind dichte, vielblütige Rispen. Die aufsteigend Blüten stehen an schlanken, 3 bis 8 Millimeter langen Blütenstielen. Ihre Kelchröhre ist 1,1 bis 1,3 Millimeter lang. Die dreieckigen, zugespitzten Kelchzipfel sind 2 bis 2,5 Millimeter lang und 1,4 bis 1,9 Millimeter breit. Die Blütenkrone ist fast urnenförmig. Die dunkelrot linierte Kronröhre ist 5 bis 8 Millimeter lang. Ihre eiförmigen, eiförmig-länglichen, dornenspitzigen, aufrechten Kronzipfel weisen eine Länge von 1,2 bis 2,4 Millimeter auf und sind 1 bis 1,8 Millimeter breit. Die Staubblätter sind oberhalb der Mitte der Kronröhre angeheftet. Die oberen Staubblätter ragen leicht aus der Blüte heraus. Die eiförmig-länglichen Staubbeutel sind 0,6 bis 1 Millimeter lang. Die linealischen, tief ausgerandeten Nektarschüppchen weisen eine Länge von 2,1 bis 2,6 Millimeter auf. Das eiförmig-lanzettliche Fruchtblatt weist eine Länge von 5 bis 7 Millimeter auf. Der Griffel ist 0,45 bis 0,65 Millimeter lang.
Die verkehrt eiförmigen Samen erreichen eine Länge von etwa 0,8 Millimeter.

## Systematik und Verbreitung
Kalanchoe salazarii ist in Angola in der Provinz Huíla verbreitet.
Die Erstbeschreibung durch Raymond-Hamet wurde 1963 veröffentlicht.

## Nachweise